# Жалманкулак
Жалманкула́к (каз. Жалманқұлақ) — село у складі Єгіндикольського району Акмолинської області Казахстану. Адміністративний центр Жалманкулацького сільського округу.
Населення — 86 осіб (2021; 92 у 2009, 741 у 1999, 1530 у 1989).
Національний склад станом на 1989 рік:
- казахи — 79 %.